# Кинан Долс
Кинан Долс (енгл. Keanan Dols; Сарасота, 24. јул 1998) јамајкански је пливач чија специјалност су трке мешовитим и делфин стилом. 

## Спортска каријера
Долс је на међународној сцени дебитовао на светском првенствима у корејском Квангџуу 2019. где је наступио у две дисциплине. У трци на 200 мешовито заузео је 38. место у квалификацијама, док је у трци на 200 делфин био на тек 52. позицији.  